# Adolfo Joarizti

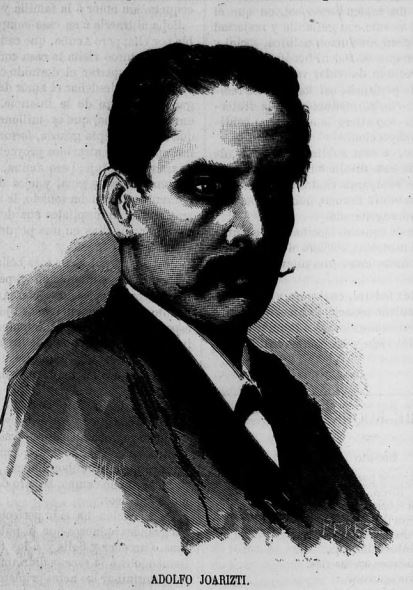
Grabado de un retrato de Adolfo Joarizti Lasarte.

Adolfo Joarizti y Lasarte (Barcelona, 1835-Barcelona, 16 de octubre de 1871) fue un escritor y político español, hermano de Miguel Joarizti y Lasarte, pionero del fotograbado en Cataluña.

## Biografía
Nacido en Barcelona en 1835, fue redactor del diario barcelonés La Corona de Aragón. Después se estableció un tiempo en Madrid, donde fue redactor de La Discusión. Allí participó en la sublevación del cuartel de San Gil en 1866 de los progresistas contra Isabel II. Participó activamente en la revolución de 1868 en Madrid y fundó el periódico La Igualdad. Una vez triunfó la revolución, se adhirió al Partido Republicano Democrático Federal, con el que fue elegido diputado por Manresa a las elecciones generales de 1869. Activo en la revuelta federalista de 1869, razón por la que tuvo que exiliarse hasta agosto de 1870. Fue nuevamente elegido diputado por Tarrasa en las elecciones de 1871, pero murió poco después, el 16 de octubre de 1871.

## Obras
- Los progresistas, los demócratas y los individualistas (1861)
- Viaje dramático alrededor del mundo (1864)